# Alegeri prezidențiale în Argentina, 2007
Argentina a susținut alegerile prezidențiale pe 28 octombrie 2007, odată cu cele legislative. La nivel național, Argentina alege un șef de stat (președintele) și o legislatură. Votul este permis cetățenilor cu vârsta cuprinsă între 17 și 70 de ani, cu câteva excepții. Pentru alegerile naționale, fiecare dintre cele 23 de provincii și capitala federală, Buenos Aires, au fost considerate districte electorale.
Procentajul voturilor a fost de 76,2%.

## Contextul
Alegerile pentru un succesor al președintelui Néstor Kirchner au avut loc în luna octombrie, acesta refuzând un al doilea mandat.
Pe lângă președinte, fiecare district a ales un număr de membri din Camera Deputaților, direct proporțional cu populația fiecăruia. 8 districte au ales membri ai Senatului Argentinei, fiecare district având dreptul la 3 senatori (doi pentru majoritate și unul pentru cea mai mare parte a minorității). 
În cele mai multe provincii, alegerile naționale s-au efectuat în paralel cu cele pe plan local, un număr mare de municipalități alegând consilieri și în alte cazuri chiar și un primar sau postul echivalent pentru locul respectiv. 
Președintele și Vice-Președintele sunt aleși pentru un mandat de 4 ani, într-un prim tur de scrutin, prin votul direct al populației, utilizându-se ulterior și un al doilea tur, în cazul în care nu ies mai mult de 45% de voturi valide sau mai mult de 40% cu o diferență de 10 puncte procentuale din a doua sumă. Până în anul 1995, Președintele și Vice-Președintele erau aleși de un colegiu electoral. 
După luni de speculații, și în ciuda ratingurilor ridicate ale voturilor, Președintele Kirchner, a confirmat decizia sa de a părăsi cursa din 2007 a alegerilor prezidențiale, iar decizia Frontului pentru Victorie a fost confirmarea primei doamne, Senatorul Cristina Fernández de Kirchner, pe data de 19 iulie. Recunoscând sprijinul unui număr tot mai mare de cifre UCR (radicali K), partidul l-a nominalizat pe Julio Cobos, colegul ei.
Congresul Național are două camere: Camera Deputaților, care este formată din 257 deputați aleși pentru patru ani, cu înlocuirea parțială a acestora la fiecare doi ani. Fiecare provincie reprezintă o circumscripție electorală, fiind ales ca reprezentant al sistemului D'Hont din numărul deputaților care corespunde fiecareia. Numărul deputaților din fiecare district este determinat de oamenii săi, dar nu poate fi mai mică de cinci, pentru a asigura o mai mare reprezentare în provinciile mai puțin populate, care de altfel ar reduce numărul acestora la unu sau doi. Senatul, care este compus din 72 de senatori; câte trei pentru fiecare provincie și trei din orașul autonom Buenos Aires. Aceștia sunt aleși pentru o perioadă de șase ani cu realegerea nelimitată și se atribuie doi senatori partidului cel mai votat și trei, partidului care urmează ca număr de voturi. Senatul reînnoiește o treime din membrii săi la fiecare doi ani. Președintele Senatului este vicepreședintele statului, care poate vota numai în caz de egalitate. Privind componența din punct de vedere a partidului a Senatului și reînnoirea acestuia, se face referire la clauza Senatului Argentinei. În anul 2001 a fost înlocuit întreg Senatul.

## Sistemul politic argentinian
Politica Argentinei se realizează pe baza unui sistem democratic reprezentativ, țara fiind o republică prezidențială, iar sistemul politic fiind poli-partid. Norma maximă care reglementează politica Argentinei este Constituția Argentinei. 
Puterea executivă Corespunde președintelui Argentinei care este responsabil în administrarea și îndeplinirea intereselor statului. În alegerile generale președintele și vicepreședintele sunt aleși prin vot universal, direct, uninominal. Reforma constituțională din 1994 a introdus rundele duble, unde voturile ce depașesc 45% din voturile valide sau 40%, cu un avantaj de peste 10% în ceea ce privește al dolea caz, membrii săi sunt proclamați președinte și vicepreședinte, fiind necesar, de altfel, să se țină un al doilea tur de scrutin între cele două părti care au fost votate în primul scrutin, unde președinte va fi proclamat cel cu numarul mai mare de voturi. 

## Candidații
Pentru președinția Argentinei au candidat 14 oameni, numai 3 sau 4 dintre aceștia acumulând statistic sprijin semnificativ în sondaje. Candidații au fost după cum urmează:
Cristina Fernández de Kirchner, un candidat de stânga, soția actualului președinte, Néstor Kirchner, și succesorul său ales din momentul în care acesta a ales să renunțe la cursa pentru alegerile prezidențiale. Aceasta a câștigat alegerile încă din primul tur de scrutin, cu o majoritate de 45% a voturilor. Senatorul Cristina Fernandez a fost deseori comparată cu Hillary Clinton, cu care împarte aceeași ambiție prezidențială.      	
Elisa Carrió, un fost radical din Uniunea Civică, care a părăsit partidul după ce președintele Fernando de la Rúa și-a abandonat aliații de stânga. Aceasta a mai participat și la alegerile din anul 2003, ocupând locul 5. Fiind aproape de influențele catolice, aceasta a condus o platformă de centru-stânga, cu colegul ei Rubén Héctor Giustiniani, ajungând pe locul 2 cu circa 23% din voturi.
Roberto Lavagna, fost ministru al economiei, sub conducerea lui Nestor Kirchner, care a rupt tiparele cu președintele la sfârșitul anului 2005. Colegul său a fost Gerardo Rubén Morales.	
Alberto Rodríguez Saá, avocat și politician argentinian, se află la conducerea provinciei San Luis. A reprezentat capul unei organizații care era împotriva actualului președinte, Néstor Kirchner. Colegul său a fost Héctor María Maya.
Fernando Solanas, un renumit producător de filme, a reprezentat autentic Partidul Socialist. Colegul său candidat a fost Ángel Francisco Cadelli..
Jorge Omar Sobisch, actual guvernator al provinciei Neuquén, a reprezentat diferite partide conservatoare regionale. Colegul său a fost Jorge Asís.
Ricardo López Murphy, reprezentând partidul de centru-dreapta pentru recreere și prosperitate economică și fiind în alianță cu Partidul Propunerii Republicane a noului primar ales în Buenos Aires, Mauricio Macri.
Vilma Ripoll, a fost socialistă pentru o lungă perioadă de timp și l-a avut ca și coleg candidat pe Héctor Bidonde.
Néstor Pitrola, a reprezentat Partidul Muncitoresc Trotskyist.
José Alberto Montes, este membru al Partidului Trotskyist, care s-a opus privatizării.
Luis Alberto Ammann, reprezintă frontul partidului Umanist către Alianța unității latino-americane.
Raúl Castells, luptă împotriva sărăciei și a participat la mai multe incidente. Colega sa candidată a fost soția lui, Nina Pelozo.
Gustavo Luis Breide Obeid, un naționalist de dreapta care a participat la o lovitură de stat eșuată împotriva lui Carlos Menem în 1990.
Juan Ricardo Mussa, cu al său coleg candidat Bernardo Nespral.

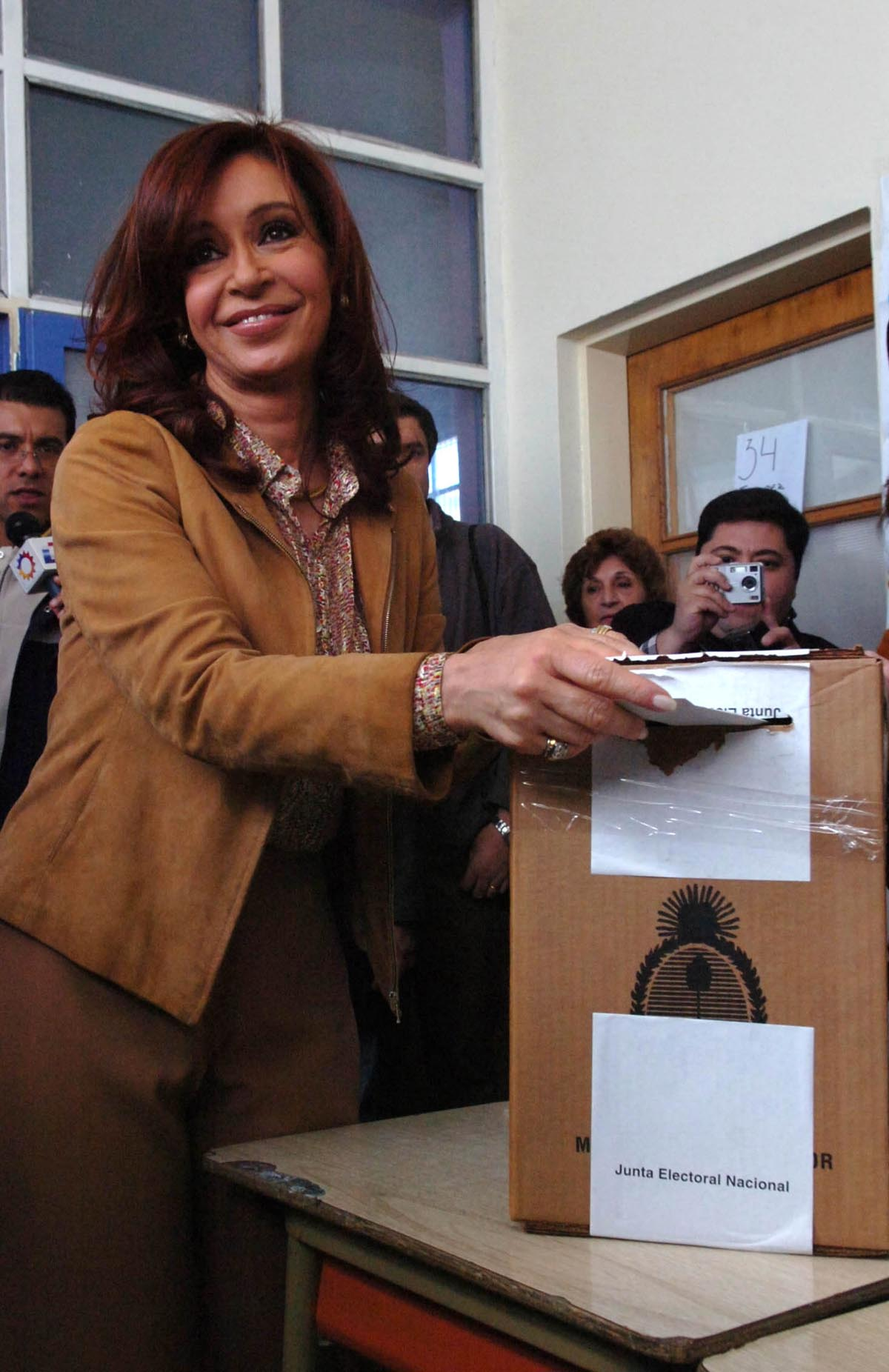
Fernández de Kirchner
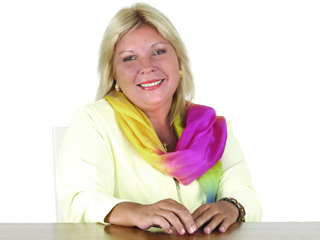
Carrió
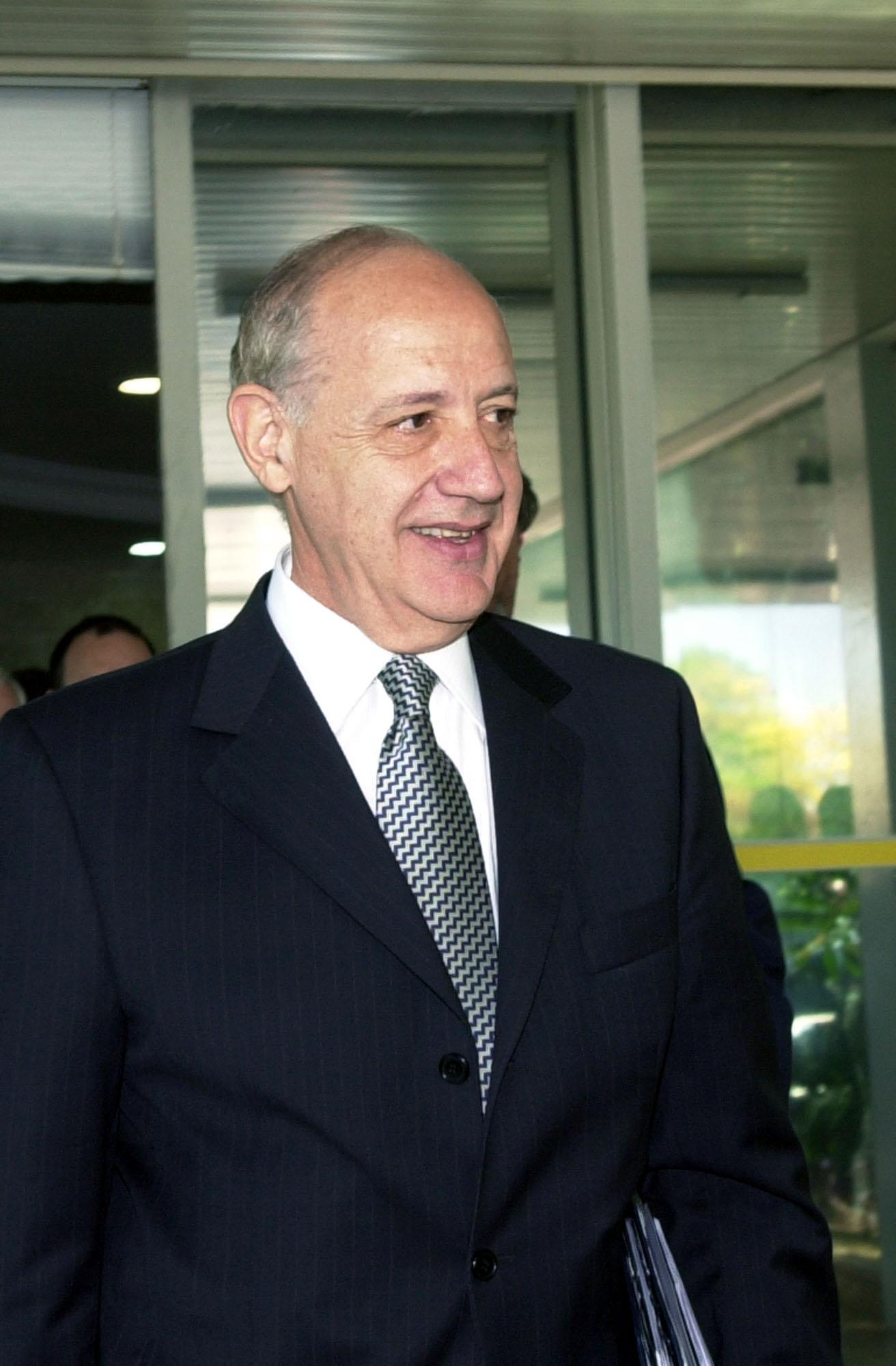
Lavagna
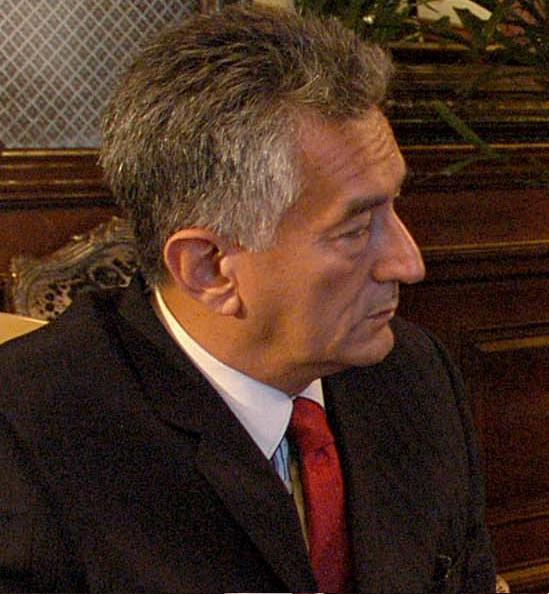
Rodríguez Saá
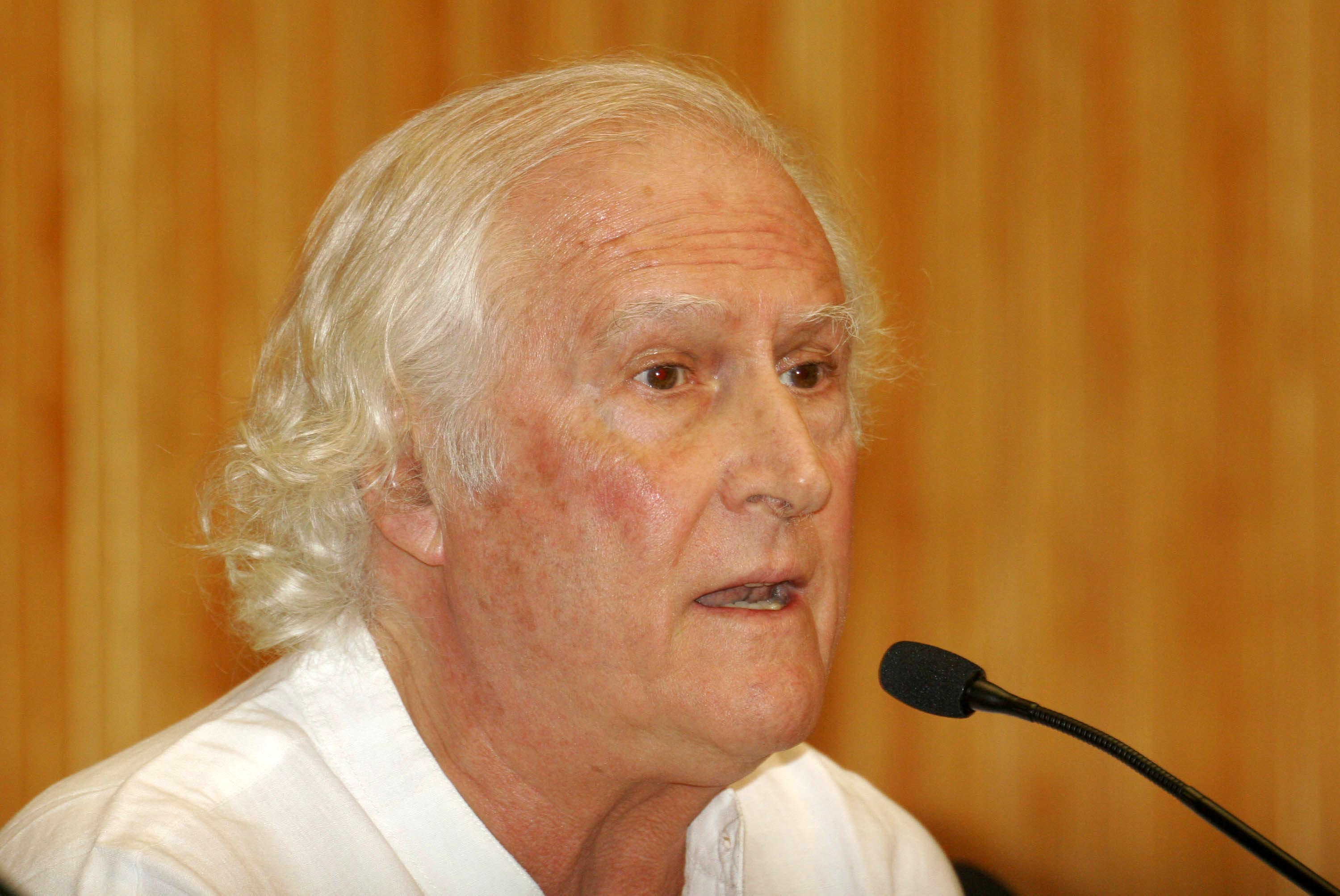
Solanas

## Rezultate
| Candidații pentru postul de președinte | Candidații pentru postul de vice-președinte | Partidul                                                    | Voturi     | %      |
| -------------------------------------- | ------------------------------------------- | ----------------------------------------------------------- | ---------- | ------ |
| Cristina Fernández de Kirchner         | Julio César Cleto Cobos                     | Frontul pentru Alianța Victoriei                            | 8,651,066  | 45.29  |
| Elisa Carrió                           | Rubén Héctor Giustiniani                    | Confederația Alianței Civice                                | 4,401,981  | 23.04  |
| Roberto Lavagna                        | Gerardo Rubén Morales                       | Națiunea Avansată (UNA)                                     | 3,229,648  | 16.91  |
| Alberto Rodríguez Saá                  | Héctor María Maya                           | Frontul Alianței pentru dreptate, uniune și libertate       | 1,458,955  | 7.64   |
| Fernando Solanas                       | Angel Francisco Cadelli                     | Partidul Socialist Autentic                                 | 301,265    | 1.58   |
| Ricardo López Murphy                   | Esteban Bullrich                            | Recreere pentru prosperitate                                | 273,015    | 1.43   |
| Jorge Omar Sobisch                     | Jorge Asís                                  | Total                                                       | 268,255    | 1.40   |
| Jorge Omar Sobisch                     | Jorge Asís                                  | Mișcarea pentru Provinciile Unite                           | 152,419    | 0.80   |
| Jorge Omar Sobisch                     | Jorge Asís                                  | Uniunea Populară                                            | 69,079     | 0.36   |
| Jorge Omar Sobisch                     | Jorge Asís                                  | Mișcarea de Acțiune din vecinătate                          | 36,809     | 0.19   |
| Jorge Omar Sobisch                     | Jorge Asís                                  | Mișcarea pentru Demnitate și Independență                   | 9,948      | 0.05   |
| Vilma Ripoll                           | Héctor Bidonde                              | Mișcarea Socialistă a Muncitorilor                          | 142,421    | 0.75   |
| Néstor Pitrola                         | Gabriela Adriana Arroyo]]                   | Partidul Muncitoresc                                        | 116,564    | 0.61   |
| José Alberto Montes                    | Héctor Antonio Heberling                    | Alianța PTS-MAS-IS                                          | 84,662     | 0.44   |
| Luis Alberto Ammann                    | Rogelio Deleonardi                          | Partidul fără prejudecăți Alianța Unității latino-americane | 69,760     | 0.37   |
| Raúl Castells                          | Nina Pelozo                                 | Mișcarea independentă pentru șomeri și pensionari           | 48,786     | 0.26   |
| Gustavo Luis Breide Obeid              | Héctor Raúl Vergara                         | Partidul Popular Reconstrucția                              | 45,282     | 0.24   |
| Juan Ricardo Mussa                     | Bernardo Nespral                            | Confederația Populară a Loialității                         | 10,551     | 0.06   |
| Total voturi valide                    |                                             |                                                             | 19,102,211 | 100.00 |
| Voturi oarbe                           |                                             |                                                             | 1,330,885  | 6.44   |
| Voturi nule                            |                                             |                                                             | 240,074    | 1.16   |
| Total voturi (76.31% prezența la vot)  |                                             |                                                             | 20,673,170 | 100.00 |
| Sursa: Ministerul de Interne           |                                             |                                                             |            |        |